# Pachybrachis longus
Pachybrachis longus är en skalbaggsart som beskrevs av Bowditch 1909. Pachybrachis longus ingår i släktet Pachybrachis och familjen bladbaggar. Inga underarter finns listade i Catalogue of Life.